# Водяной
Водяно́й (также водник, водяник, водяной дедушка, водяной шут, водовик; чеш. vodník; в.-луж. wodby muž, wodnykus; словен.  povodnj, vodni mož) — в славянской мифологии дух, обитающий в воде, хозяин вод. Воплощение стихии воды как отрицательного и опасного начала.

## Народные представления
Водяные считаются типичными представителями славянской демонологии. Согласно легендам они являются падшими ангелами, сброшенными Богом с небес и попавшими в водяные пространства. Хотя водяной имеет отдельный образ, представления о нём часто сливались с русалками и чёртом.
Как правило, его представляли в виде голого обрюзглого старика, пучеглазого, с рыбьим хвостом или в восточнославянских мифах — очень длинными ногами. Он опутан тиной или одет в красную рубаху, имеет большую окладистую бороду и зелёные усы. Имеет звериные или рыбьи черты — рыбий или коровий хвост, гусиные лапы с перепонками или коровьи копыта, кожа, как у налима, рог на голове. Мог обернуться крупной рыбой, зверем, свиньёй, коровой, сомом, щукой, карпом, большой чёрной рыбой или рыбой с крыльями, гусём, уткой, другой водоплавающей птицей, бревном, утопленником, лошадью. Во многих поверьях он выглядит как заросший шерстью чёрт с рогами или чудовище серого цвета. Водяной может ездить верхом на крупном соме, из-за чего эту рыбу называют чёртовым конём. Он нередко обнаруживает себя громким хохотом, смехом, а в ожидании близкой жертвы может громко хлопать в ладоши. Часто способен подражать звукам, которые издают люди или животные — кричит, воет, ухает, визжит, крякает и блеет. Обычно это всё делается для того, чтобы напугать или завлечь в свои подводные хоромы.
Считается, что водяной любит глубокую воду, живёт в омутах, водоворотах, в полыньях, на заброшенных водяных мельницах, причём особенно любит место возле колеса, под мельницами или шлюзами, на дне реки, где у него есть свой дворец. Мельники предпочитали дружить с водяным, иначе он может сломать мельничные колёса или испортить плотину. Чтобы не пакостил, ему раз в год приносили в дар чёрную свинью или другое животное. За свои отношения с водяным мельники в восточнославянских поверьях имели недобрую славу. В народе верили, что постройка мельницы всегда должна быть связана с кровавой жертвой водяному, что мельники продавали душу водяному, а также, что они заманивают на мельницу прохожих странников и сбрасывают их в омут или под мельничное колесо. Иначе, якобы, водяной мог забрать их самих. Нужно сказать, что мельники действительно приносили жертвы водяным, кидая в воду мёртвых животных, крошки хлеба и т. п., а по праздникам выливая в воду водку.
На Украине, чтобы обезопасить себя от проделок водяного, в основании плотины закапывали лошадиный череп.

Украинцы рассказывают вот что. Водяной не всё время живёт в воде, так как его гоняет Бог: до Крещенья водяной сидит в воде, а потом переходит в лозу, отчего зовется «лозовиком», потом он переходит на сушу, в прибрежную траву и только после Спаса снова попадает в воду.

Белорусы верят, что накануне Крещенья водяной приходит к крестьянам и просит у них сани, чтобы вывезти своих детей из воды перед её освящением. И вот перед Крещеньем сани и телеги переворачивали вверх ногами, чтобы водяной не мог ими воспользоваться. У русских считалось, что зимой водяной спит на дне реки, просыпается 1 апреля голодным и злым и потому ведёт себя очень бурно — ломает лёд и мучает рыбу.— Левкиевская Е. Е.
В Белоруссии при заморозках часто опускали под мельничные колёса сало, иначе водяной мог слизать с них смазку. Под дверями мельницы закапывали живьём чёрного петуха, а в самой мельнице держали животных чёрного цвета (петуха и кошку).
На Русском Севере считают, что у водяных есть водяной царь — старик с палицей, который может подниматься к небу в чёрной туче и творить новые реки и озера. Его называют царь Водяник или Водян царь. Славянские поверья о водяном сопоставимы с легендой о морском царе.

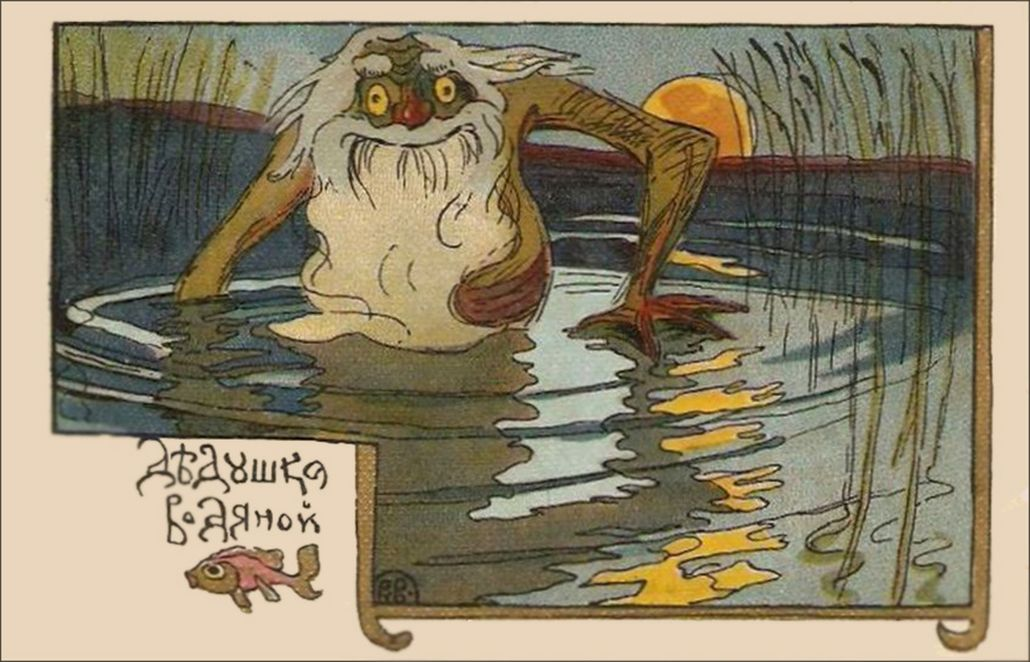
«Дедушка Водяной», открытка (рисунок В. В. Владимирова)

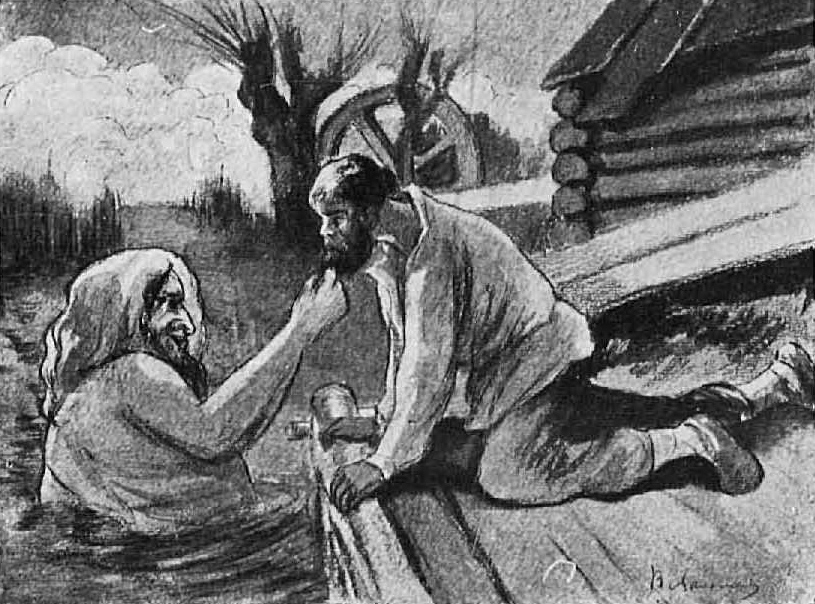
«Водяной» (В. Малышев, 1910)

Водяные пасут на дне рек и озёр стада своих коров — сомов, карпов, лещей и прочей рыбы.

От водяных чертей доводится терпеть и всего больше страдать, конечно, мельникам. Привычные всю свою жизнь иметь дело с водой, мельники достигают таких удобств, что не только не боятся этих злых духов, но вступают с ними в дружеские отношения. Они живут между собой согласно, на обоюдных угождениях, руководясь установленными приёмами и условленными правилами. Осторожные и запасливые хозяева, при постройке мельницы, под бревно, где будет дверь, зарывали живым чёрного петуха и три «супорыжки», то есть стебля ржи, случайно выросших с двумя колосьями; теперь с таким же успехом обходятся лошадиным черепом, брошенным в воду с приговором. В тех же целях, на мельницах все ещё бережно воспитываются все животные чёрной шерсти (в особенности петухи и кошки). Это — на тот случай, когда водяной начнет озлобленно срывать свой гнев на хозяев, прорывая запруды, и приводя в негодность жернова: пойдёт жёрнов, застучит, зашепчет да и остановится, словно за что-нибудь задевает Пословица говорит, что «водой мельница стоит, да от воды и погибает», а потому-то все помыслы и хлопоты мельника сосредоточены на плотине, которую размывает и прорывает не иначе, как по воле и силами водяного черта. Оттого всякий день мельник, хоть дела нет, а из рук топора не выпускает и, сверх того, старается всякими способами ублажить водяного по заветам прадедов. Так, например, упорно держится повсюду слух, что водяной требует жертв живыми существами, особенно от тех, которые строят новые мельницы. С этой целью, в недалекую старину, сталкивали в омут какого-нибудь запоздалого путника, а в настоящее время бросают дохлых животных (непременно в шкуре).

Удачи рыболовов также находятся во власти водяных. Старики до сих пор держатся двух главных правил: навязывают себе на шейный крест траву Петров крест, чтобы не «изурочилось», то есть не появился бы злой дух и не испортил всего дела, и из первого улова часть его, или первую рыбу кидают обратно в воду, как дань и жертву. Идя на ловлю, бывалый рыбак никогда не ответит на вопрос встречного, что он идет ловить рыбу, так как водяной любит секреты и уважает тех людей, которые умеют хранить тайны. Некоторые старики-рыболовы доводят свои угождения водному хозяину до того, что бросают ему щепотки табака («на тебе, водяной, табаку: давай мне рыбку») и, с тою же целью подкупа, подкуривают снасть богородской травкой и т. д.— Максимов С. В., Нечистая, неведомая и крестная сила
У пасечников водяные считались покровителями пчёл. Повсеместно известен обычай ставить пасеку у реки. В ночь на Яблочный Спас некоторые пчеловоды приносили водяному жертву — бросали в пруд или болото свежий мёд и воск, понемногу из каждого улья, топили в мешке первый рой или лучший улей. По поверьям, в награду за это водяной оберегал пчёл. Позже роль покровителя пчёл унаследовали русские святые Зосима и Савватий.

Водяной находится в непримиримо враждебных отношениях с дедушкой домовым, с которым, при случайных встречах, неукоснительно вступает в драку. С добряками-домовыми водяные не схожи характером, оставаясь злобными духами, а потому всеми и повсюду причисляются к настоящим чертям. Недоброжелательство водяного к людям и злобный характер этого беса выражается в том, что он неустанно сторожит за каждым человеком, являющимся, по разным надобностям, в его сырых и мокрых владениях. Он уносит в свои подземные комнаты, на безвозвратное житье, всех, кто вздумает летней порой купаться в реках и озёрах, после солнечного заката, или в самый полдень, или в самую полночь. (Эти «дневные уповоды» считает он преимущественно любимыми и удобными для проявления своей недоброй и мощной силы.) Кроме того, на всем пространстве громадной Великороссии, он хватает цепкими лапами и с быстротой молнии увлекает вглубь всех забывших, при погружении в воду, осенить себя крестным знамением. С особенным торжеством и удовольствием он топит таких, которые вовсе не носят тельных крестов, забывают их дома или снимают с шеи перед купанием. Под водой он обращает эту добычу в кабальных рабочих, заставляет их переливать воду, таскать и перемывать песок и т. д. Сверх того, водяной замучивает и производит свои злые шутки с проходящими, забывшими перекреститься во время прохода нечистых мест, где он имеет обычай селиться и из водных глубин зорко следить за оплошавшими. Людям приносят они один лишь вред и радостно встречают в своих владениях всех оплошавших, случайных и намеренных утопленников (самоубийц). На утопленницах они женятся, а ещё охотнее на тех девицах, которые прокляты родителями, Кровоподтеки, в виде синяков на теле, раны и царапины, замечаемые на трупах вынутых из воды утопленников, служат наглядным свидетельством, что эти несчастные побывали в лапах водяного. Трупы людей он возвращает не всегда, руководясь личными капризами и соображениями, но трупы животных почти всегда оставляет для семейного продовольствия— Максимов С. В., Нечистая, неведомая и крестная сила

## Спутники
- Водяницы — водяные девы — бывают жёнами водяных.

Водяница — утопленница из крещённых, а потому и не принадлежит к нежити. Считается, что водяницы предпочитают лесные и мельничные омуты, но больше всего любят пади под мельницами, где быстрина мутит воду и вымывает ямы. Под мельничными колёсами они будто бы обыкновенно собираются на ночлег вместе с водяными. Водяницы вредничают: когда они плещутся в воде и играют с бегущими волнами или прыгают на мельничные колеса и вертятся вместе с ними — рвут сети, портят жернова.

- Болотник — родич водяного и лешего[источник не указан 339 дней].
- Блудички — в словацкой и чешской мифологии болотные и водяные духи, которые появляются поблизости воды в виде блуждающих огоньков[источник не указан 339 дней].

## В культуре
- В российском городе Пошехонье действует музейная экспозиция «Резиденция Водяного».
- В музыкальном мультфильме «Летучий корабль» (1979) Водяной поёт арию[17].
- Водяной, также указанный в титрах под названием подводного или водяного царя, роль которого нередко играют широко известные актёры, появляется во многих сказочных фильмах, в том числе:
  - «Марья-искусница» (1959, реж. Александр Роу) — Анатолий Кубацкий;
  - «В тринадцатом часу ночи» (1968, реж. Лариса Шепитько) — Георгий Вицин;
  - «Варвара-краса, длинная коса» (1969, реж. Александр Роу) — Георгий Милляр;
  - «Красные башмачки» (1986, реж. Борис Небиеридзе) — Игорь Дмитриев;
  - «На златом крыльце сидели…» (1986, реж. Борис Рыцарев) — Зиновий Гердт;
  - «Последний богатырь» (2017, реж. Дмитрий Дьяченко) и «Последний богатырь: Корень зла» (2021, реж. Дмитрий Дьяченко) — Сергей Бурунов;
  - «Летучий корабль» (2024, реж. Илья Учитель) — Сергей Гармаш[18].